# Comissão (Marinha)
Na política e/ou na administração naval no Brasil, uma comissão (termo derivado de com-a-missão) é uma organização menor que a Corte marcial e/ou Conselho de Estado. As primeiras comissões brasileiras, com esse nome seguido de diferentes conotações classificativas, surgiram para litígios a bordo de belonaves na Marinha, onde as partes litigantes de diferentes interesses se sentavam em uma mesa de negociação sobre a "sombra" da corte marcial, representados pelos comandantes do navio e/ou embarcado na NAVE (quando era um comboio, frota, esquadra ou armada). Foi muito utilizada no início da República, quando se quebraram compromissos entre as gentes, estabelecida em cartório por Pedro II do Brasil, que imitava Eduardo VII do Reino Unido, e era quando era transformada a pena da chibata em alternativa ao fuzilamento e a expulsão sumária da Marinha de Guerra.